# Spąga
Spąga (słow. Priečna veža, niem. Majunketurm, węg. Majunke-torony, 2353 m n.p.m.) – turnia w słowackich Tatrach Wysokich w bocznej grani odchodzącej od Małego Lodowego Szczytu w południowo-wschodnim kierunku.
Znajduje się w tej grani pomiędzy przełęczą Czerwona Ławka a Żółtym Szczytem. Oprócz Spągi w grani tej występuje jeszcze kilka innych turni, takich jak Drobna czy Sokola Turnia. Tę ostatnią od Spągi oddziela dwusiodłowa Sokola Przełączka. Zbudowana z twardych skał krystalicznych Spąga wznosi się na wysokość niecałych 49 m powyżej Czerwonej Ławki. Wschodnie jej ściany opadają do Dolinki Lodowej w Dolinie Pięciu Stawów Spiskich, górnym piętrze Doliny Małej Zimnej Wody, zachodnie do Strzeleckiej Kotliny w Dolinie Staroleśnej.
Nazwę turni wprowadził Stanisław Eljasz-Radzikowski. Nie pochodzi ona od geologicznego terminu spąg, lecz od słów sponga lub szponga, te zaś od niemieckiego słowa Spange oznaczającego klamrę lub coś ostrego. W podhalańskiej gwarze słowo spąga oznacza ostrą trzaskę powstającą przy rąbaniu drzewa. Natomiast nazwa słowacka Priečna veža pochodzi od nazwy przełęczy obok Spągi (po słowacku Czerwona Ławka to Priečne sedlo). Nazwy węgierska i niemiecka upamiętniają zaś Gedeona Majunkego, słowackiego architekta.
Tuż obok Spągi prowadzi szlak turystyczny.
Pierwsze wejścia:
- letnie – Gyula Dőri, 22 sierpnia 1900 r.,
- zimowe – József Dobrovics, Jenő Serényi i Zoltán Votisky, 12 kwietnia 1914 r.[2]

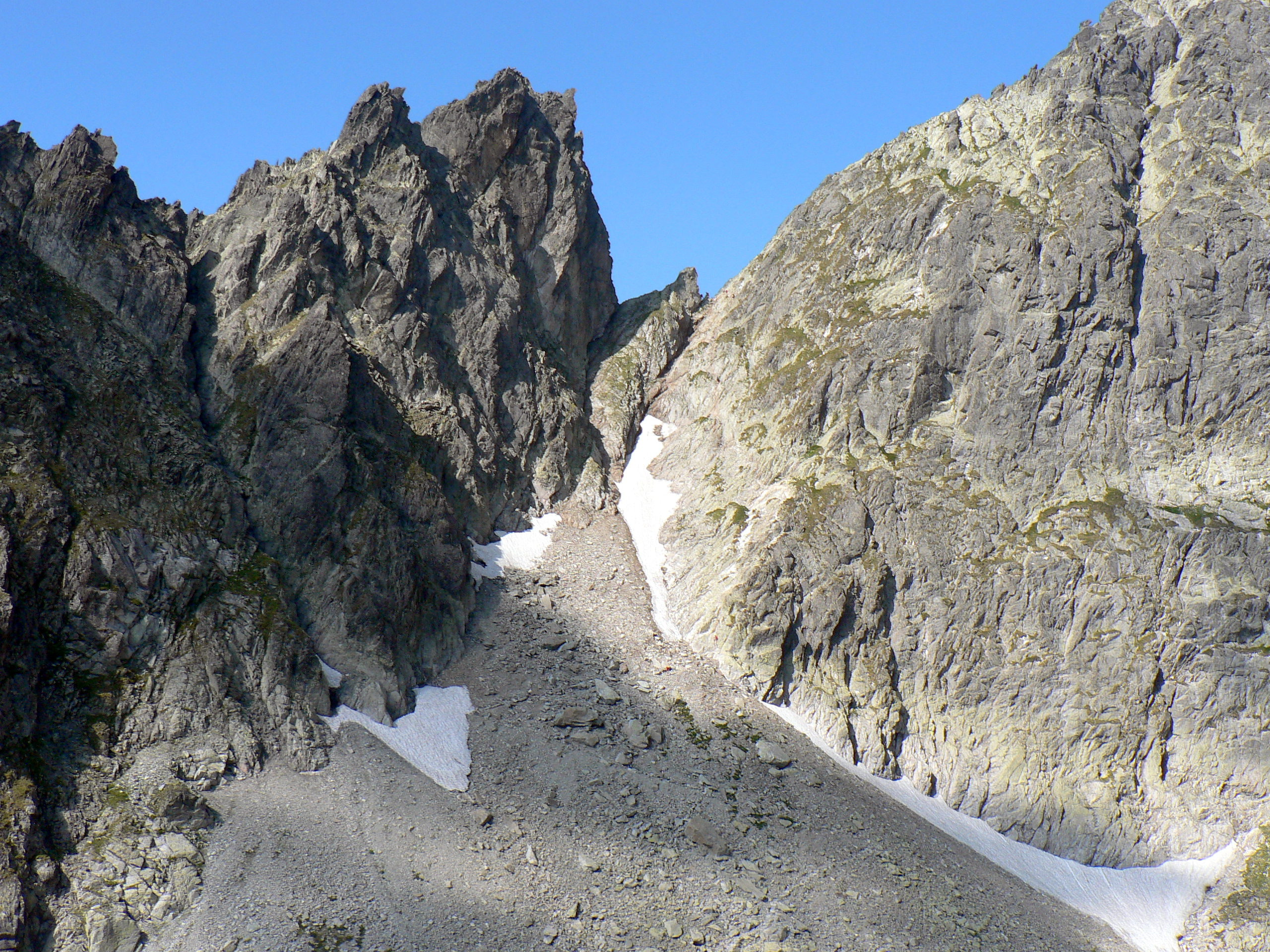
Spąga i Czerwona Ławka od strony Doliny Pięciu Stawów Spiskich
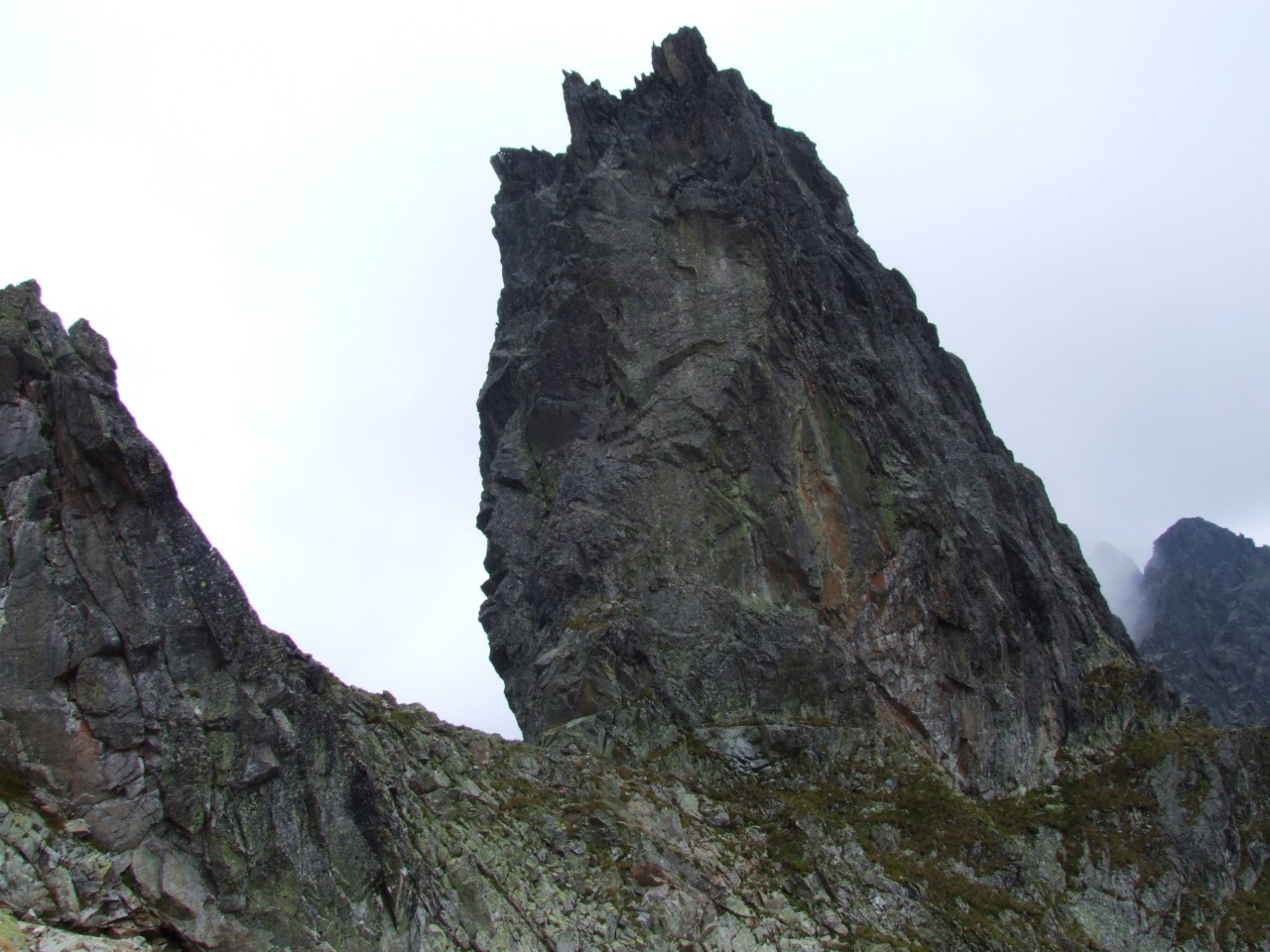
Spąga od strony Doliny Staroleśnej
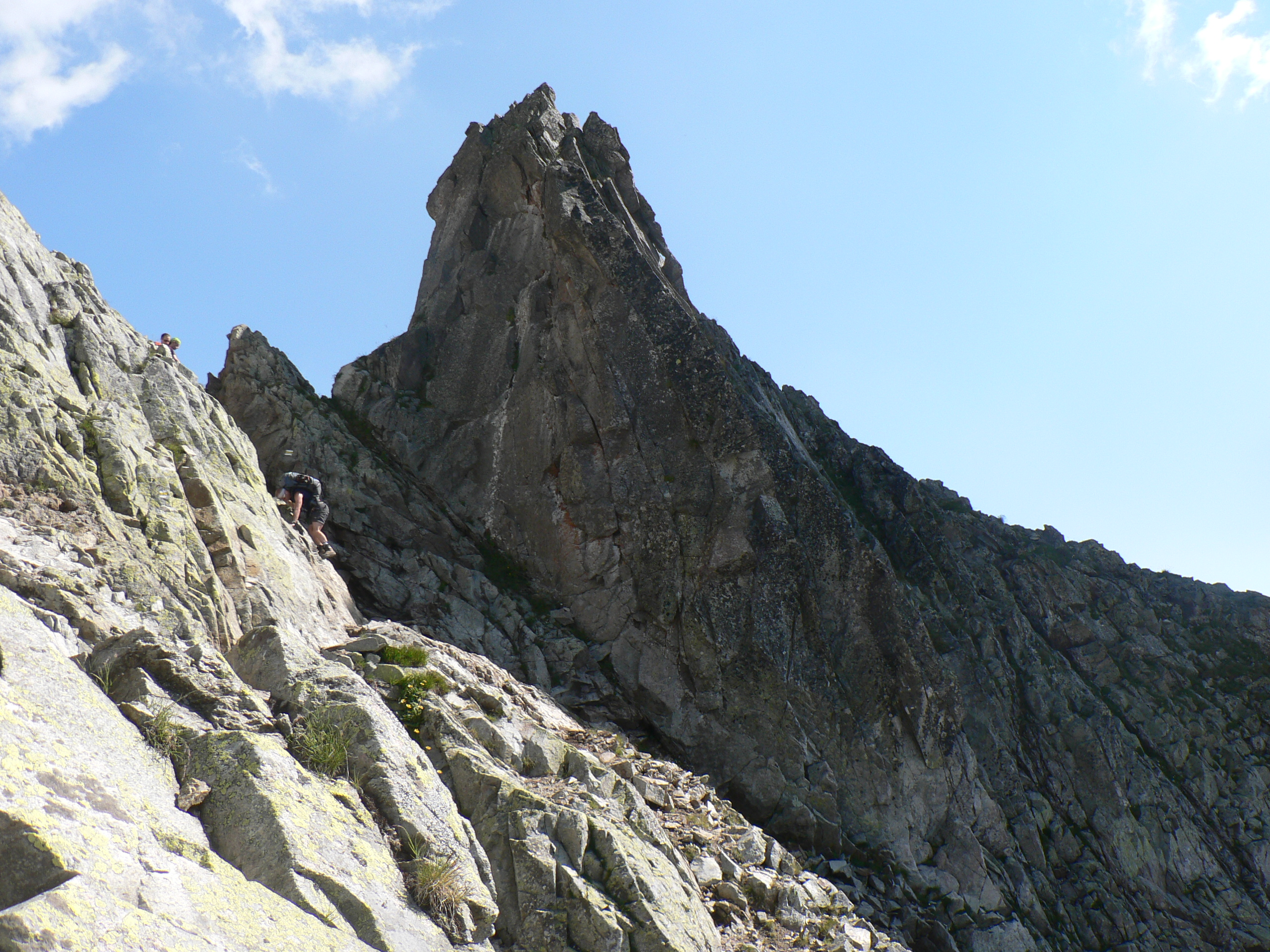
Spąga od strony Doliny Staroleśnej

## Szlaki turystyczne
– żółty szlak od Schroniska Téryego w Dolinie Małej Zimnej Wody przez Lodową Kotlinkę, Czerwoną Ławkę i górne piętro Doliny Staroleśnej do Schroniska Zbójnickiego. Szlak jest czynny tylko od 15 czerwca do 30 października.
- Czas przejścia ze Schroniska Téryego na przełęcz: 1:30 h
- Czas przejścia z przełęczy do Schroniska Zbójnickiego: 1:45 h.